# 施洛斯霍夫巴赫河

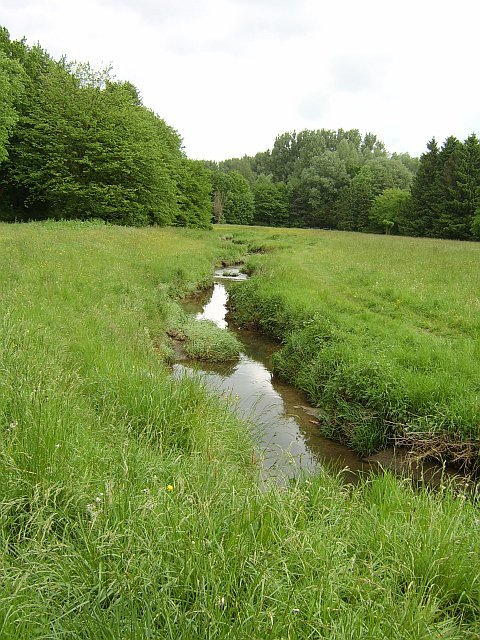

52°3′34.00″N 8°31′59.52″E / 52.0594444°N 8.5332000°E
施洛斯霍夫巴赫河（德語：Schloßhofbach），是德國的河流，位於該國西部，處於北萊茵-威斯特法倫州，屬於阿河的右支流，河道全長3.3公里，流域面積13.9平方公里。